# Peter Kardolus
Peter Jack Kardolus (1973) is een Nederlands saxofonist, dj en producer die vooral bekend is onder zijn pseudoniem Chew Fu (of Chew-Fu Phat). Hij werkte ook onder de namen DJ Mac Attack, Pay Tur P,K. en Phantom 309 en maakte deel uit van de bands The Mindminders en Silverblade.
Kardolus groeide op in Almere en studeerde met lof af met de saxofoon aan het Utrechts Conservatorium bij Piet Noordijk. Met Eboman speelde hij in  Sound Of Impact  en hij werkte in de jaren 90 als DJ Mac Attack en maakte onder die naam twee ep's. Hij speelde in The Mindminders waarmee hij in 1999 de Grote Prijs van Nederland won. Met de band speelde hij daarna onder meer op Lowlands, Pinkpop, Dynamo Open Air en het Drum Rhythm Festival. Het in 2000 verschenen album Breathe of Life van Ellen Helmus was door Kardolus geproduceerd en daarop speelde hij ook saxofoon en keyboard. Met Helmus en The Mindminders speelde hij in 2001 op het North Sea Jazzfestival.
In 2001 verhuisde hij naar New York waar hij zich toelegde op remixen die hij eerst gratis via weblogs verspreidde en daarbij om recensies vroeg. Hij werkte daar, als Chew Fu maar ook onder de namen Phantom 309 en Pay Tur, eerst met rap- en hip-hopartiesten als  Diddy en Quincy Jones via het label QWest. Rond 2005 ging hij housemuziek aan die muziekstijl toevoegen. Nadat dit aanvankelijk niet aansloeg werd deze stijl rond 2010 populair en maakte hij officiële remixen voor ander andere Lady Gaga, Rihanna, Timbaland, Mariah Carey, Far East Movement en Robyn. Ook was hij betrokken bij de productie van nummers van Wiley, Beanie Man, Donna Summer, Kerli en Doug E. Fresh die ook op zijn eerste album als Chew Fu komen te staan.

## Discografie

### Albums
- Chew Fu and... [Volume 1] (2011)
- Chew Hefner Affair (2011)
- Magic Monday (2015)

### Ep's
- At The Club (2008)
- Move for Me (2008)